# Frolovskij rajon
Il Frolovskij rajon (in russo Фроловский район?) è un rajon dell'oblast' di Volgograd, in Russia, il cui capoluogo è Frolovo. Istituito nel 1928, ricopre una superficie di 3.258 chilometri quadrati e nel 2021 ospitava una popolazione di circa 14.000 abitanti.